# مارپلنگ

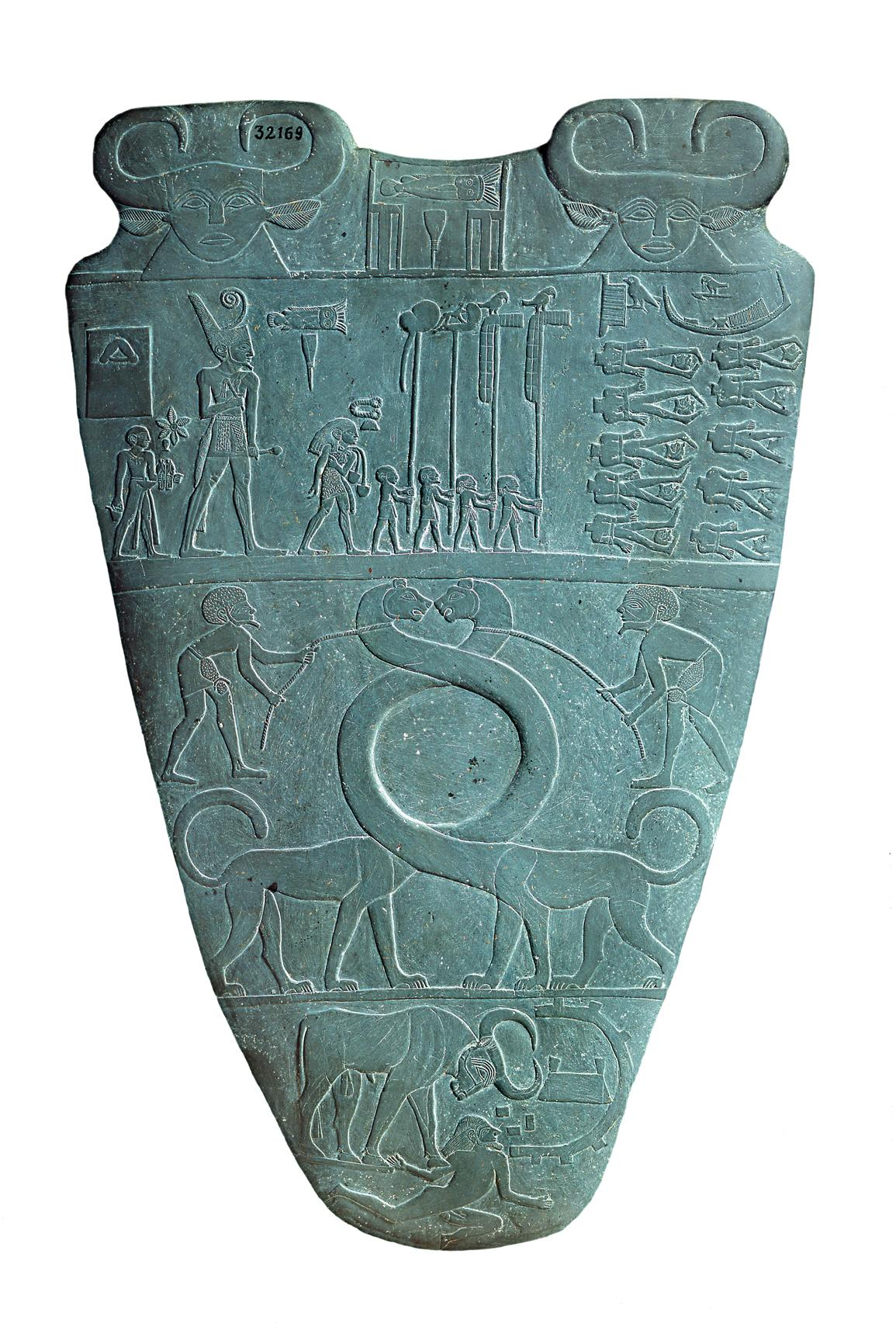
تخته‌رنگ نارمر با فرورفتگی در وسط برای مخلوط کردن مواد آرایشی (۳۲۰۰–۳۰۰۰ پیش از میلاد)

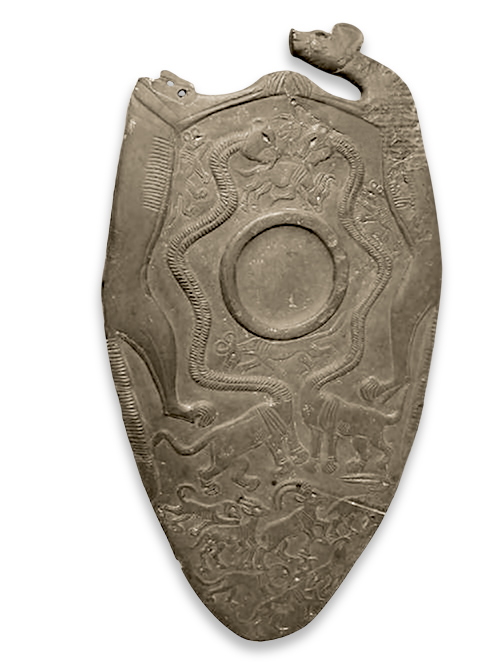
تخته‌رنگ آکسفورد از نخن. موزه اشمولین.

مارپلنگ (انگلیسی: Serpopard) موجودی افسانه‌ای با بدن پلنگ و سر و گردن مار است. این موجود در هنر و اسطوره‌شناسی مصر باستان به وفور یافت می‌شود و اغلب به عنوان نمادی از «آشوب آن‌سوی مرزها که فرعون باید آن را رام کند» به تصویر کشیده شده است.
در بسیاری از تصاویر، مارپلنگ‌ها به صورت جفت و قرینه در حال محافظت از یک مکان یا شیء مقدس نشان داده شده‌اند. به عنوان مثال، آنها اغلب در دو طرف درخت زندگی یا خورشید بالدار قرار می‌گیرند. این جانور همچنین در معابد، مقبره‌ها و حتی جواهرات فراعنه به چشم می‌خورد.
منشأ دقیق مارپلنگ مشخص نیست، اما برخی از محققان معتقدند که این موجود ترکیبی از دو حیوان قدرتمند و خطرناک، یعنی مار و پلنگ، است که برای ایجاد نمادی از قدرت و وحشت ترکیب شده‌اند.
در برخی از متون مصری، مارپلنگ به عنوان محافظ خدایان و الهه‌ها توصیف شده است. به عنوان مثال، در کتاب مردگان، مارپلنگ به عنوان محافظ دروازه‌های جهان مردگان به تصویر کشیده شده است.
اگرچه مارپلنگ در اسطوره‌شناسی مصر باستان ریشه دارد، اما در فرهنگ‌های دیگری چون ایلام و میان‌رودان نیز به عنوان نمادی از قدرت و رمز و راز ظاهر شده است.